# Ōkari Lagoon
Die Ōkari Lagoon ist eine Lagune in der Region West Coast auf der Südinsel von Neuseeland.

## Geographie
Die Ōkari Lagoon befindet sich rund 13 km südwestlich von Westport und umfasst eine Fläche von rund 1,44 km². Bei einer Nord-Süd-Ausdehnung erstreckt sich das Küstengewässer über eine Länge von rund 4,8 km und misst an seiner breitesten Stelle rund 950 m. Gespeist wird die Lagune durch den von Norden kommenden Blind River und durch den von Osten zufließenden Ōkari River. Das Wassereinzugsgebiet der Lagune umfasst über die beiden Flüsse un ein paar kleine Streams insgesamt 79 km².